# Andrii Deshchitsa
Andrii Deshchitsa (en ucraniano: Андрій Богданович Дещиця) (22 de septiembre de 1965; Óblast de Leópolis) es un político y diplomático ucraniano. Entre febrero y junio de 2014 fue ministro de Asuntos Exteriores interino de Ucrania.
Deshchitsa nació en Óblast de Leópolis en el oeste de Ucrania. Se licenció en humanidades en la Universidad de Lviv (1989) y en Ciencias Políticas en la Universidad de Alberta (1995).
Después de sus estudios trabajó desde 1996 diversos cargos en el servicio diplomático , incluidas las embajadas ucranianas en Polonia y Finlandia. Desde agosto de 2006 hasta diciembre de 2007 fue el portavoz del Ministerio de Asuntos Exteriores. Luego fue Embajador Extraordinario y Plenipotenciario de Finlandia (desde 2007) e Islandia (desde 2008), ambos de los cuales las posiciones que ocupó hasta el 9 de octubre de 2012 Posteriormente, trabajó como representante Especial del Jefe de la OSCE para la gestión de conflictos.
Durante las protestas en Ucrania en 2013-2014, fue uno de los primeros diplomáticos ucranianos que se reunieron detrás de los manifestantes en la Plaza de la Independencia. Después de la caída del gobierno de Mikola Azárov, fue nominado por los manifestantes el 26 de febrero de 2014 como ministro de relaciones exteriores en el gobierno de acuerdo nacional de Arseniy Yatsenyuk. El 27 de febrero su candidatura fue confirmada por el Parlamento de Ucrania. Además de ucraniano, también habla inglés, ruso y polaco.